# NGC 6172
NGC 6172 é uma galáxia elíptica (E) localizada na direcção da constelação de Serpens. Possui uma declinação de -01° 30' 51" e uma ascensão recta de 16 horas, 22 minutos e 10,2 segundos.
A galáxia NGC 6172 foi descoberta em 21 de Junho de 1884 por Édouard Jean-Marie Stephan.